# 미마군

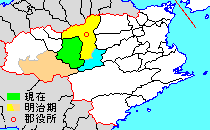
미마 군의 위치

미마군(일본어: 美馬郡, みまぐん)은 일본 도쿠시마현의 북부에 위치한 군이다.
인구 6,549명, 면적 194.84km², 인구밀도 33.6명/km².(2025년 3월 1일, 추계인구)
이하 1정으로 구성된다.
- 쓰루기정(つるぎ町)

## 역사
당초에는 아와 국의 북서부 일대를 차지하는 광대한 군이었지만 890년에 군의 북서부가 미요시군으로서 분할되었고 1950년에는 군의 남서부의 히가시이야야마 촌과 니시이야야마 촌이 미요시 군에 편입되었다. 1973년에 오에 군 고야다이라 촌을 미마 군에 편입했다.
2005년 3월 1일에 북부의 와키 정과 미마 정, 남동부의 아나부키 정과 고야다이라 촌이 합병해 미마시가 되었고, 남서부의 한다 정, 사다미쓰 정, 이치우 촌이 합병해 쓰루기 정이 성립했다.